# Гражданска добродетел
Терминът е формулиран за първи път от древногръцкия философ Аристотел (384 – 322 пр. Хр.). Гражданската добродетел се отнася към качествата на добрия гражданин. Същността на тези качества е готовността за участие в политическия процес и активна дейност за осигуряването на върховенството на правото в обществото. Гражданската добродетел изключва апатията.

## Съвременно разбиране
Конкретното измерение на гражданската активност се изменя в зависимост от културния и исторически контекст. Днес отново е актуално разбирането за гражданска добродетел от времето на гръцките полиси – тя се възприема като достойнството на активно участие в демократичните процедури. Качествата, които изисква съвременната гражданска добродетел, са различни и понякога дори противоположни. Демократичният принцип за народа като суверен на властта се базира на убеждението, че всеки гражданин има право да участва в изработването на законите, по които живее. Този принцип изисква активно участие на гражданите в публичната сфера и същевременно – отговорност от страна на държавата към гражданите. За активното политическо и гражданско участие на индивида обаче е необходим минимум от права в икономическата, социалната, здравната и образователна сфера. Тези права са записани в законови актове, които оформят образа на социалната държава. Но социалната държава често предразполага гражданите към по-слабо участие в публичната сфера поради наличието на твърде много регулации на инициативата. Така се създава противоречие между нуждата от гражданска активност и държавната грижа.
Глобализацията и съвременните наднационални форми на управление като ЕС също поставят въпроса за това какви ценности са необходими днес за гражданската добродетел. Поради тази сложност и особености на съвременното общество апатията е широко разпространена. Затова за насърчаване на гражданската добродетел се използват различни публични кампании.
 : Статията се основава на или съдържа материал от Краткия политически речник на термините на Българското училище за политика.